# Metro (entreprise québécoise)
Pour les articles homonymes, voir Metro.
 (mars 2024).
Il peut être nécessaire de l'améliorer pour respecter le principe de neutralité de point de vue. Veuillez consulter la page de discussion pour plus de détails.

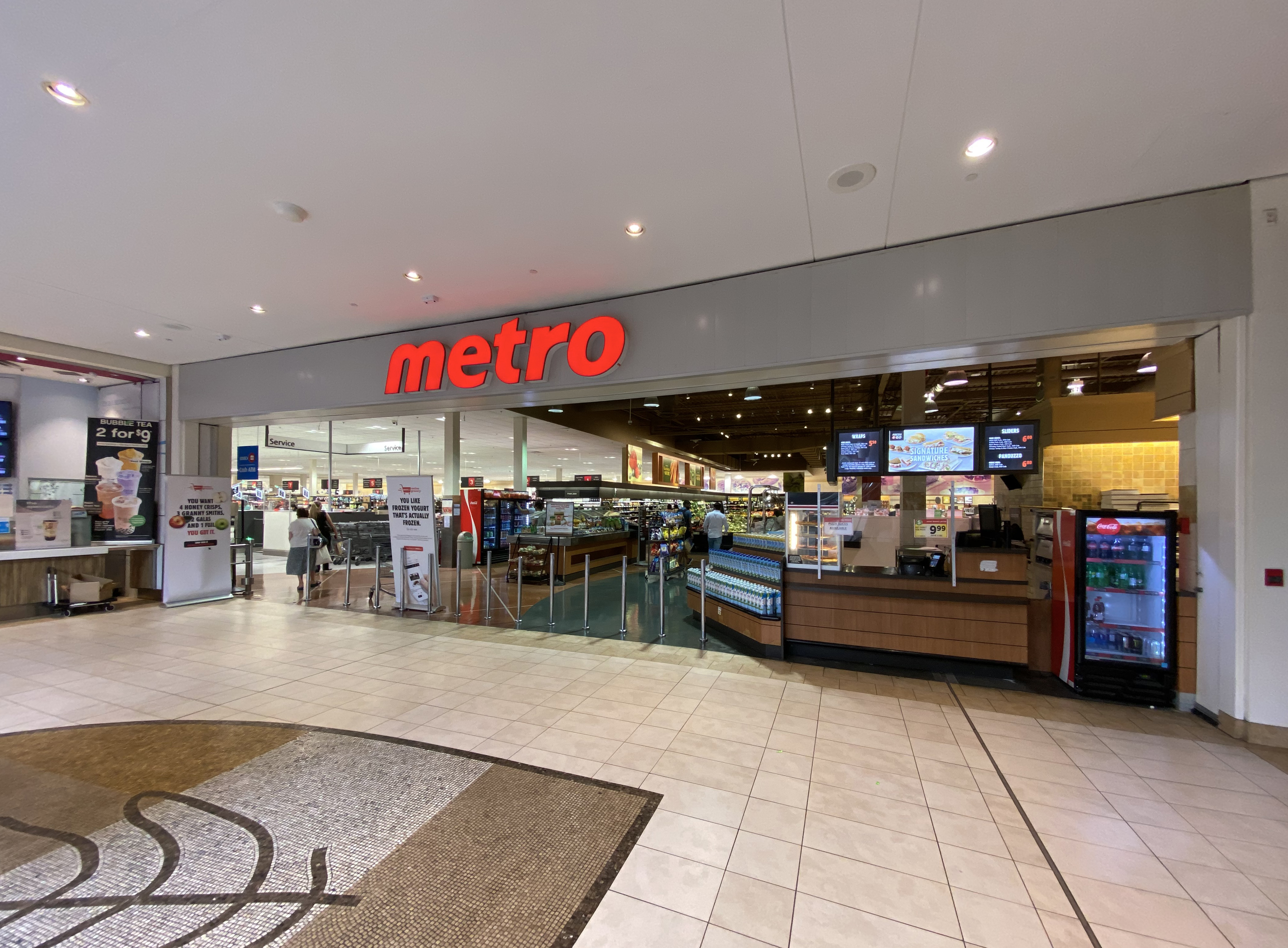
Supermarché Metro à Brampton.

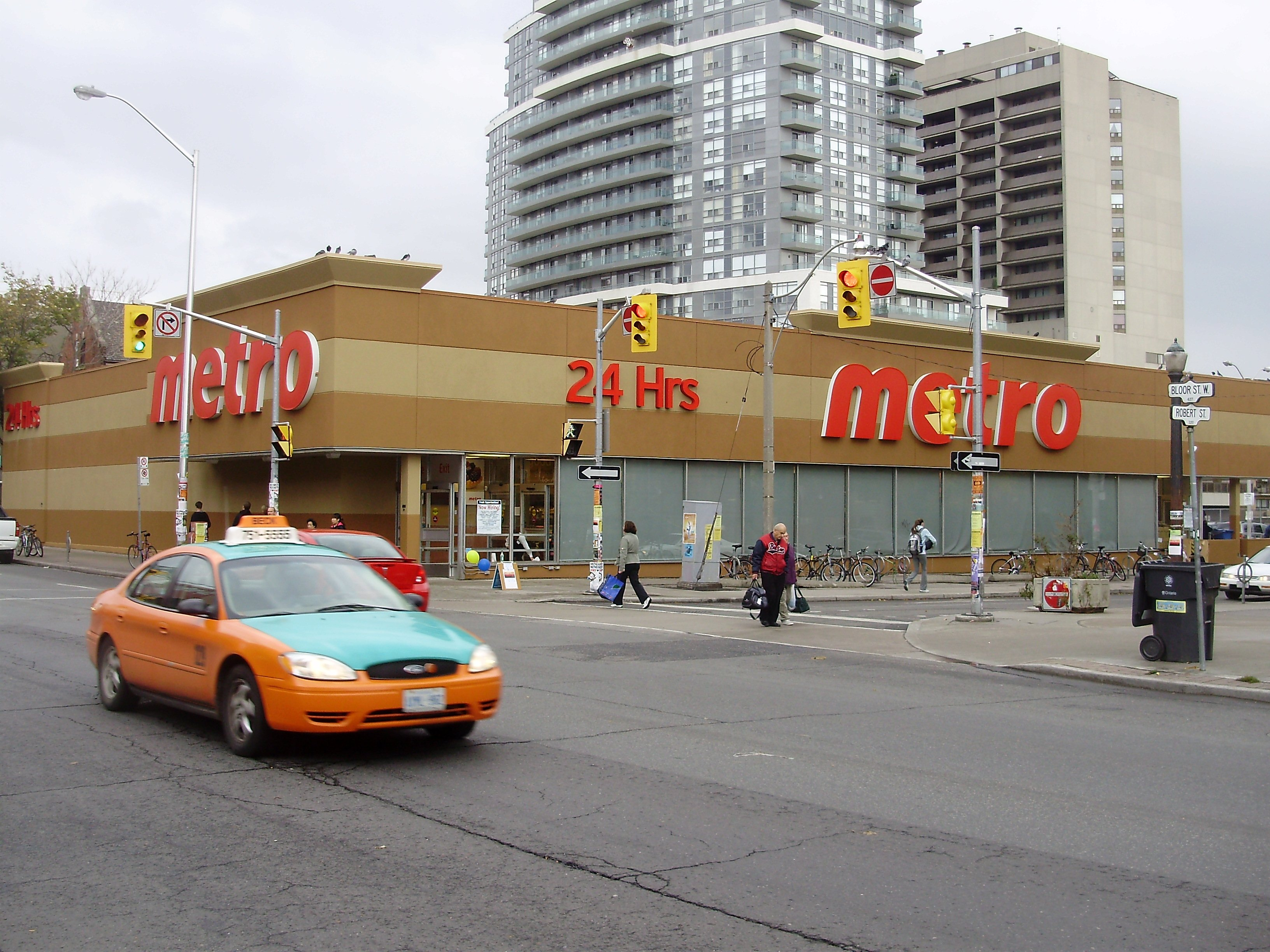
Magasin 24/24 à Toronto.

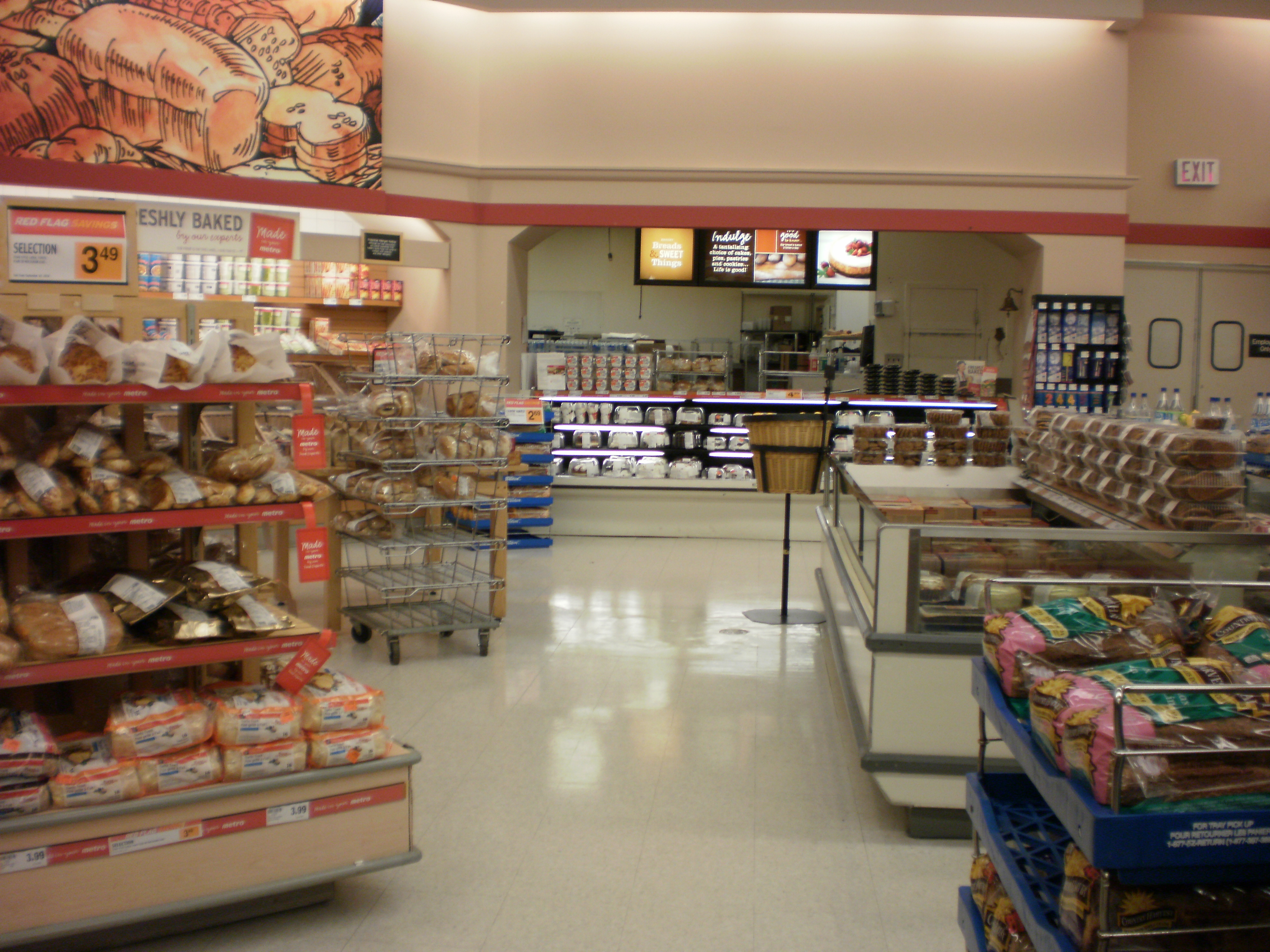
Rayon boulangerie d'un magasin Metro à Brampton.

METRO inc. est une entreprise de distribution alimentaire et pharmaceutique au Canada.
Le groupe exploite ou approvisionne un réseau de quelque 980 magasins d'alimentation sous les bannières Metro, Metro Plus, Super C, Marché Adonis, Food Basics, Marché Richelieu, Marché Ami et de 640 pharmacies sous les bannières Jean Coutu, Brunet, Metro Pharmacy et Food Basics Pharmacy.
Elle est cotée à la bourse de Toronto.
Son siège se trouve à Montréal.

## Histoire

### Fondation
L'entreprise a été fondée le 22 décembre 1947 dans l'ancienne ville de Verdun (un arrondissement à Montréal depuis 2002), par Rolland Jeanneau,. Plusieurs épiceries indépendantes se sont regroupées pour former Magasins Lasalle Stores. En 1952, l'entreprise prend le nom de Grocetaria. Il y avait à cette époque 43 épiciers membres. En 1955, il y a 50 épiciers franchisés totalisant un chiffre d'affaires de deux millions de dollars.
À l'époque, le maire Jean Drapeau projetait de construire le métro de Montréal et popularise le mot, l'entreprise a choisi de s'appeler Métro pour suivre la vague. D'autres épiciers se joignent en 1957, année où Métro compte 73 membres et dix millions de dollars de revenus. Le baby boom et la Révolution tranquille amènent des changements dans la structure de l'entreprise. Le capital autorisé est multiplié par seize, passant à 640 000 dollars, et Métro approvisionne plusieurs épiciers en dehors du groupe.
Métro achète un nouvel entrepôt près de la rue Notre-Dame en 1964, qui vend 40 millions de dollars par année. Comme les épiciers Lasalle tiennent à garder leur nom, le groupe est alors rebaptisé Métro-Lasalle. Il lance des campagnes de publicité et s'établit en dehors de l'île de Montréal, notamment en distribuant des timbres. La chanteuse Monique Gaube anime les annonces de Métro à la télévision. En 1967, Métro-Lasalle se joint aux épiceries Richelieu pour la distribution de viande et crée l'entreprise Bœuf Mérite ltée en 1968.
Métro-Lasalle devient Métro en 1972. Une autre entente est signée avec les épiceries Richelieu pour créer Jardin Mérite.

### Métro-Richelieu (1976–2000)
En raison de ce succès, Métro fusionne avec Richelieu en 1975 et devient le groupe Métro-Richelieu en 1976, l'une des plus grandes entreprises québécoises dans le secteur alimentaire.
Pendant les années 1980, l'entreprise vit des difficultés face à l'empire Provigo et la crise économique. Des problèmes d'entreposage sont résolus lorsqu'un gigantesque site est trouvé à Rivière-des-Prairies. Une réforme des centres de distribution ruraux est également effectuée. Métro fusionne en 1982 avec Épiciers Unis et prend le nom de Épiciers-Unis - Metro-Richelieu Inc. Pendant le reste de la décennie, Métro surmonte ces difficultés, gagne les Mercuriades de 1984, et lance de nouvelles publicités avec Danielle Proulx et Guy Richer.
En 1986, Le Groupe des Épiciers-Unis - Métro-Richelieu adopte le nom de Métro-Richelieu Inc et inscrit ses actions à la Bourse de Montréal. S'étant lancée dans le secteur de la pharmacie avec l'achat de McMahon Distributeur pharmaceutique inc., son chiffre d'affaires atteint presque deux milliards de dollars par année.
En 1987, Métro-Richelieu procède à l'achat de Ferme Carnaval inc., une entreprise propriétaire de 14 magasins d'alimentation Super Carnaval. Avec cette acquisition, Métro-Richelieu fait une percée importante dans le segment des marchés alimentaires d'escompte. 
La crise économique du début des années 1990 touche durement Métro-Richelieu. Un plan de consolidation est établi et de nouveaux dirigeants sont engagés, Paul Gobeil et Pierre Lessard. Le plan de marketing est ensuite révisé et plusieurs épiceries Steinberg sont achetées (les baux et les droits de 48 marchés).
Entrée à la Bourse de Toronto en 1993, l'entreprise connaît par la suite un boum économique et adopte un plan de gestion plus moderne. Son chiffre d'affaires est rendu de 3,7 milliards de dollars en 1998. On lance plusieurs produits de marque, dont Sélection Mérite.
En 1999, Métro-Richelieu acquiert la bannière Loeb (en), qui compte deux entrepôts à Ottawa et 41 supermarchés localisés dans l'est et le nord-est de l'Ontario.

### Metro Inc. (depuis 2000)
En janvier 2000, Métro-Richelieu Inc. devient Metro Inc. (sans accent aigu).
L'ère est à l'informatisation et, en 2002, l'entreprise fait un bénéfice net de 143 millions de dollars. En 2003 et 2004, l'entreprise achète les magasins Gagnon. La stabilité relative de l'industrie alimentaire a jusqu'à présent permis à l'entreprise de maintenir le cap des profits.
En 2005, Metro a acheté la division canadienne de la compagnie A&P pour C$1.7 milliard. Ensuite, le 7 août 2008, Metro a annoncé sa décision de regrouper les cinq bannières (Dominion, A&P, Loeb, The Barn Markets and Ultra Food & Drug) de la compagnie A&P sous la bannière Metro, ce qui en fera le réseau de supermarchés le plus important en Ontario avec 159 magasins, qui incluait 119 magasins sous la bannière Food Basics. C'est un investissement de 200 millions de dollars sur une période de 15 mois.
En 2011, Metro prend le contrôle des supermarchés Adonis en rachetant 55 % des parts de l'entreprise. En 2017, Metro devient l'unique propriétaire d'Adonis.
En 2014, Metro acquiert les boulangeries Première Moisson en rachetant 75 % des parts de la compagnie, La famille fondatrice Colpron-Fiset conservera 25 % du capital.
Metro annonce le 1er août 2017 un partenariat avec MissFresh, jeune entreprise montréalaise spécialisée dans la livraison de repas prêts-à-cuisiner. Les trois cofondateurs de MissFresh conserveront 30 % du capital.
En octobre 2017, Metro annonce l'acquisition du groupe Jean Coutu pour 4,5 milliards de dollars. Après cette acquisition, Metro devient le plus grand employeur privé au Québec, devant le Mouvement Desjardins.

## Identité corporative

### Identité visuelle (logotype)

Logo commercial utilisé jusqu'en 2008.
Logo commercial et corporatif utilisé depuis 2008.

### Programme de récompenses
Les épiceries Metro avaient un programme de récompense nommé Metro & Moi. Depuis le printemps 2023, ce programme de récompenses a été remplacé par le programme Moi qui permet aux clients d’accumuler des récompenses dans les enseignes Metro, Super C, Jean Coutu, Brunet et Première Moisson au Québec.

## Principaux actionnaires
Au 18 mars 2020:
| Fidelity Management & Research     | 18,5 % |
| Beutel, Goodman & Co.              | 4,31 % |
| Fidelity (Canada) Asset Management | 3,35 % |
| The Vanguard Group                 | 2,63 % |
| BMO Asset Management               | 1,63 % |
| TD Asset Management                | 1,61 % |
| Mackenzie Financial Corp.          | 1,50 % |
| Highstreet Asset Management        | 1,25 % |
| RBC Global Asset Management        | 1,25 % |
| CI Investments                     | 1,14 % |

## Propriétés

### Marques[14]
- Irresistibles, une marque distributeur des magasins Metro. La marque canadienne regroupe plusieurs produits maison qui sont vendus dans les commerces des bannières Metro.
- Sélection
- Personnelle[15]
- Mieux-être

### Enseignes
À la suite de l'acquisition du groupe Jean Coutu (2017), Metro Inc exploite ou approvisionne quelque 980 magasins d'alimentation et 640 pharmacies.

#### Alimentaire[17]
- La bannière Metro:
  - 324 magasins, dont 120 Metro Plus au Québec, la bannière Metro est un chef de file dans le segment des supermarchés au Québec (193) et en Ontario (131).
- Super C, avec 109 magasins d'escompte au Québec. Sous le concept "Marché" et "Dépôt", les consommateurs ont accès à une grande variété de produits frais et d'épicerie à des prix très concurrentiels.
- Marché Adonis
- Marché Richelieu (54 magasins : 53 au Québec et 1 au Nouveau-Brunswick), ayant la majorité des produits frais de grande surface, boucherie, fruits et légumes, boulangerie, mets cuisinés et encore plus)
- 5 Saisons (épicerie fine situés à Outremont et Westmount - Montréal)
- Food Basics (en) (144 en Ontario)
- Marché Ami - Depuis 1962 dans la région de Québec. Le nom venant de l'Association des Marchands Indépendant, ayant 321 commerces de petites et moyenne surface, desservant les produits frais de viande, fruits et légumes, mets cuisinés, produits congelés et laitier, produits de charcuterie.
- Dépanneurs Service, Servi-express et GEM (305 au Québec)
- Première Moisson

#### Pharmacie[18]
- Jean Coutu : 422 établissements franchisés au Québec, au Nouveau-Brunswick et en Ontario sous les bannières PJC Jean Coutu, PJC Santé et PJC Santé Beauté.
- Brunet : 141 établissements pharmaceutiques sous les bannières Brunet, Brunet Plus, Brunet Clinique et Clini Plus. Brunet, c’est aussi plus de 210 pharmaciens propriétaires affiliés et 3 000 employés
- Food Basics Pharmacy (30 pharmacies)
- Pharmacy Metro est présente dans 47 magasins d’alimentation Métro.
- McMahon Distributeur pharmaceutique inc.